# Championnat du Congo de football 1983
Navigation
Saison précédente Saison suivante
La saison 1983 du Championnat du Congo de football est la vingt-et-unième édition de la première division congolaise, la MTN Ligue 1. Les dix équipes sont regroupées au sein d'une poule unique, où chaque équipe affronte tous les adversaires de sa poule deux fois, à domicile et à l'extérieur. En fin de saison, le dernier est relégué tandis que l'avant-dernier doit jouer un barrage face au vice-champion de D2.
C’est l'Étoile du Congo, qui remporte la compétition, après avoir terminé en tête du classement final, avec deux points d'avance sur Telesport Brazzaville. C’est le cinquième titre de champion du Congo de l’histoire du club.

## Les clubs participants
| - Diables noirs de Brazzaville - Inter Club Brazzaville - Étoile du Congo - CARA Brazzaville - Kotoko Mfoa | - Petrosport Pointe-Noire - AS Cheminots Pointe-Noire - Patronage Sainte-Anne - Vita Club Mokanda - Telesport Brazzaville |

## Compétition

### Classement
Le barème utilisé pour établir le classement est le suivant :
- Victoire : 2 points
- Match nul : 1 point
- Défaite, forfait ou abandon : 0 point

| Rang | Équipe                       | Pts | J  | G | N | P | Bp | Bc | Diff |
| ---- | ---------------------------- | --- | -- | - | - | - | -- | -- | ---- |
| 1    | Étoile du CongoC             | 24  | 18 |   |   |   |    |    |      |
| 2    | Telesport Brazzaville        | 22  | 18 |   |   |   |    |    |      |
| 3    | CARA Brazzaville             | 21  | 18 |   |   |   |    |    |      |
| 4    | AS Cheminots Pointe-Noire    | 21  | 18 |   |   |   |    |    |      |
| 5    | Inter Club                   | 21  | 18 |   |   |   |    |    |      |
| 6    | Kotoko MfoaT                 | 21  | 18 |   |   |   |    |    |      |
| 7    | Patronage Sainte-Anne        | 15  | 18 |   |   |   |    |    |      |
| 8    | Vita Club Mokanda            | 15  | 18 |   |   |   |    |    |      |
| 9    | Diables noirs de Brazzaville | 15  | 18 |   |   |   |    |    |      |
| 10   | Petrosport Pointe-Noire      | 5   | 18 |   |   |   |    |    |      |

|  | Champion du Congo 1983                                                                |
|  | Relégation directe en deuxième division                                               |
|  | T : Tenant du titre C : Vainqueur de la Coupe du Congo P : Promu de deuxième division |

### Matchs

#### Barrage de promotion-relégation
| Équipe 1                     | Résultat | Équipe 2                 | Aller | Retour |
| ---------------------------- | -------- | ------------------------ | ----- | ------ |
| Diables noirs de Brazzaville | -        | (D2) Kahounga FC abandon | 6 - 1 | 1 - 4  |

- Le match retour est abandonné alors que Kahounga FC mène 4 buts à 1 avec une minute à jouer. Alors que la décision est prise de rejouer la rencontre, Kahounga déclare forfait et abandonne toute chance de monter en première division.

## Bilan de la saison
| Championnat du Congo de football 1983 |                            |
| Champion                              | Étoile du Congo (5e titre) |
| Coupes et trophées                    |                            |
| Vainqueur de la Coupe du Congo 1983   | Étoile du Congo            |
| Promotions et relégations             |                            |
| Promus en MTN Ligue 1                 | Comirail Makabana          |
| Relégués en MTN Ligue 2               | Petrosport Pointe-Noire    |